# Curing compound
Curing compound is de Engelstalige term voor een verbinding van uithardende stoffen zoals die gebruikt wordt bij het prepareren van beton. 

## Betonconstructies
Curing compound wordt gebruikt bij het maken van betonconstructies. Het is een samenstelling van chemische stoffen die het krimpen van versgestort beton door uitdroging moet voorkomen. Het wordt aangebracht kort nadat de bekisting van een constructie verwijderd is, als het beton al een zekere sterkte heeft. Het resultaat is een dunne film van de verbinding over het betonoppervlak die de verdamping tegengaat.

### Gepolierd beton
Vooral voor gepolierd beton wordt er gebruikgemaakt van een curing compound nadat de beton opgeblonken is. Dit is om het vroegtijdig verdampen van het aanmaakwater uit het beton tegen te gaan. Er bestaan voor industrievloeren verschillende versies, zo is er een transparante verbinding (kleurloos), een substantie met meer harsen die een gelere schijn heeft en een melkachtige verbinding die vaak in de wegenbouw gebruikt wordt.
De bedoeling is dat door het verstuiven van de verbinding een gesloten membraan op de vloer ligt waardoor vroegtijdige uitdroging niet mogelijk is. Indien men geen of onvoldoende curing compound spuit, zal een vroegtijdige verdamping van het aanmaakwater in het beton een differentiële krimp geven wat barstvorming tot gevolg heeft.
De substantie wordt meestal gespoten met een verstuiver op motor, zo kan men het gelijkmatig kan verstuiven. Als een gepolierd betonoppervlak niet vlak genoeg is zal gespoten verbinding in plassen samen lopen. Dit geeft de typische curingvlekken; plaatsen die niet voldoende uitgedroogd zijn. 

## Composietmaterialen
Ook bij het uitharden van een composietmateriaal kan een soort 'curing compound' gebruikt worden.